# Olympische Jugend-Winterspiele 2012/Teilnehmer (Zypern)
| Gelbes Symbol für Goldmedaillen mit stilisierten Olympischen Ringen | Graues Symbol für Silbermedaillen mit stilisierten Olympischen Ringen | Braundes Symbol für Bronzemedaillen mit stilisierten Olympischen Ringen |
| ------------------------------------------------------------------- | --------------------------------------------------------------------- | ----------------------------------------------------------------------- |
| —                                                                   | —                                                                     | —                                                                       |

Zypern nahm an den Olympischen Jugend-Winterspielen 2012 in Innsbruck mit einem Athleten in einer Sportart teil.

## Sportarten

### Ski Alpin
| Athleten         | Wettbewerb   | Durchgang 1 | Durchgang 2 | Gesamt      | Gesamt |
| Athleten         | Wettbewerb   | Zeit        | Zeit        | Zeit        | Rang   |
| ---------------- | ------------ | ----------- | ----------- | ----------- | ------ |
| Jungen           |              |             |             |             |        |
| Dinos Lefkaritis | Riesenslalom | 1:06,71 min | DNF         | -           | -      |
| Dinos Lefkaritis | Slalom       | 1:02,83 min | 47,62 s     | 1:50,45 min | 34     |